# Nefis
Néfis — рід жуків родини Довгоносики (Curculionidae). Назва роду узята з турецької, де слово nefis означає «прекрасний».

## Зовнішній вигляд
До цього роду відносяться жуки із довжиною тіла 4,2-11,5 мм. Основні ознаки роду:
- тіло вкрите воскоподібною речовиною від молочно-білого до сіруватого відтінків, а також волоскоподібним опушенням, нижня поверхня голови і тазики — розщепленими лусочками;
- головотрубка тонша за передні стегна, з паралельними боками, квадратна у поперечному перерізі, коротша за передньоспинку, трохи загнута донизу;
- очі овальні, трохи опуклі і звужені донизу,
- вусикові борозенки загнуті донизу, але не доходять до нижніх країв очей і не з'єднуються між собою в основі головотрубки;
- вусики 11-членикові, з видовжено-овальною трьох членистою булавою, яка має щетинки, що стирчать;
- передньоспинка звужена допереду, вкрита густими крапками, з лопатями за очима;
- надкрила ширші за основу передньоспинки, з майже паралельними боками і закругленою вершиною, повністю закривають останній, 8-й тергіт черевця;
- у самиць 8-й тергіт черевця трапецієподібний, із зрізаною вершиною та довгими щетинками по краях.

## Спосіб життя
Аналогічний способу життя жуків роду Larinus. Життєвий цикл пов'язаний із рослинами з родини Айстрові: кузинією, будяком, блошницею. У їх суцвіттях-кошиках відкладаються яйця, а згодом розвиваються личинки й лялечки. Дорослі жуки живляться зеленими частинами цих самих рослин.

## Географічне поширення
Ареал роду обмежений азійською частиною Палеартики — від Туреччини до півночі Китаю (див. нижче).

## Класифікація
До цього роду відноситься 9 видів:
- Nefis afghanicus (Ter-Minasian, 1987) — Афганістан
- Nefis attilai Gültekin, 2013 — Туреччина
- Nefis brevirostris (Hochhuth, 1851) — Закавказзя, Іран, Туреччина
- Nefis capiomonti (Faust, 1885) — Казахстан, Середня Азія
- Nefis kabakovi Gültekin, 2013 — Афганістан
- Nefis korotyaevi Gültekin, 2013 — Туреччина
- Nefis liliputanus (Faust, 1890) — Іран, Середня Азія, Китай
- Nefis ochroleucus (Capiomont, 1874) — Закавказзя, Туреччина, Іран, Середня Азія, Північний Китай
- Nefis pachyrrhinus (Petri, 1907) — Туркменістан